# Marie Turgeon
Pour les articles homonymes, voir Turgeon.
Marie Turgeon est une actrice québécoise née le 23 avril 1965 à Saint-Jean-sur-Richelieu au Québec.

## Biographie
Originaire de Saint-Jean-sur-Richelieu, Marie Turgeon a étudié les communications et le théâtre à l'Université d'Ottawa où elle a pris part à plusieurs pièces dont Les Cascadeurs de l’amour de Patrice Desbiens, Coriolan, La tempête, Macbeth, Les Muses orphelines, La poupée de Pélopia et La Cité interdite. Elle a aussi pris part à la pièce Boeing Boeing mise en scène par Serge Postigo et produite par Juste pour rire Inc. Elle a joué dans Requiem pour un trompettiste, une pièce de Claude Guilmain, présentée à l’Espace libre par le théâtre 'La Tangente'. 
Marie a participé au long-métrage de Jesse Klein 'We're Still Together' sorti en 2016 ainsi qu'à 'The Walk' de Robert Zemeckis en 2015.
Après avoir travaillé plus d'une quinzaine d'années au sein de la télévision publique en Ontario, à titre d'animatrice d'un magazine cinéma et de séries jeunesse, elle vit maintenant à Montréal depuis environ 20 ans. 

## Filmographie

### Cinéma
- 2008 : Tout est parfait d'Yves-Christian Fournier : Stéphanie
- 2011 : La Sacrée de Dominic Desjardins : Sophia Bronzeman

### Télévision
- 2002 : Rumeurs : Sandra McLaren
- 2005 : Au nom de la loi : Judith Castonguay
- 2008 : Caméra Café : Maxime Kristensen
- 2009 : Bienvenue aux dames : Pauline
- 2010 : Providence : Julia Rathgeber
- 2010 : Tactik : Delphine Renzetti
- 2012 : Les Invités (web série) : Éléanor
- 2012-2013 : Destinées : Anaïs Langevin
- 2013 : La Vie parfaite : Michèle
- 2013-2017 : Subito texto : Marie Pichette
- 2014-2018 : Au secours de Béatrice : Lucie Gauthier
- 2016-2022 : District 31 : Suzanne Moreau
- 2019 : Une autre histoire : Patricia Richard
- 2021 : Une affaire criminelle : Nancy Mérineau, enquêtrice du BEI
- 2023 : Indéfendable : Élaine Voyer